# RHV Leonidas
Rotterdamse Hockeyvereniging Leonidas is een hockeyclub uit Rotterdam.

## Geschiedenis
Leonidas werd opgericht op 4 februari 1934, aanvankelijk als hockeyafdeling van de RKSV Leonidas. In het najaar werden de eerste competitiewedstrijden gespeeld op een (toen nog) weiland aan het Toepad. Hier verwisselde de club in de beginjaren geregeld van plaats aan het Toepad door onder meer de bouw van de marinierskazerne en in de oorlog moest op last van de bezetter zelfs verkast worden naar een terrein aan het Langepad. Vanaf begin jaren 50 was de club gevestigd op Thermopylae, bijnaam van De Esch, naar het oud-Griekse slagveld waar krijgsheer Leonidas en al zijn krijgers ooit heldhaftig sneefden. Ten tijde van de aanleg van de Van Brienenoordbrug moest dit terrein heringericht worden en moest Leonidas noodgedwongen onderdak zoeken bij RBC (voorloper van HC Rotterdam) op Laag Zestienhoven. Dit kwam het ledental van de club niet ten goede en dit daalde fors. Terug aan de Kralinger Esch ging het vanaf 1970 beter. Veel studenten van de nabijgelegen Hogere Economische School (HES) kozen voor Leonidas en er werd een nieuw clubhuis gebouwd. Bij het 50-jarig jubileum in 1984 werd het eerste kunstgrasveld aangelegd door Desso en op 28 september 2002 maakte de club voor het eerst kennis met een semi-waterveld. Tot het jaar 2006 was Leonidas een middelgrote familieclub. In 10 jaar tijd is vervolgens het ledental meer dan verdubbeld, door aanwas bij de jeugd uit nieuwe wijken in de buurt maar vooral ook doordat veel jonge senioren (onder meer studenten) op de club hun gezelligheid vonden. Hierdoor is Leonidas nu in grootte de 9e club van Nederland en de 2de club van Rotterdam. In 2010 is de club verhuisd van de ene naar de andere kant van de Kralingse Zoom, naar Sportpark Toepad. Hier heeft de club 6 velden en een dubbele sporthal voor zaalhockey beschikbaar.
Het eerste herenteam pendelde voorheen geregeld tussen de Overgangs- en de Eerste klasse. Door de fusie met stadgenoot Aeolus in de zomer van 2011 speelden zowel het eerste heren- als het damesteam in het seizoen 2011/12 in de Overgangsklasse. Ook in seizoen 2018/19 spelen de Heren in de Overgangsklasse. Ook de dames spelen daar momenteel nog in.

## Accommodatie
Na bijna 60 jaar verhuisde de club in de zomer van 2010 van de ene kant van het Kralingse Zoom naar de andere, van een complex met 3 velden naar eentje met 6 velden die in U-vorm rond een centraal plein liggen. Op het centrale plein staat een duurzaam clubhuis en is een grote sporthal neergezet (waarin wordt geschaatst tijdens Schaatsbaan Rotterdam in de 3 wintermaanden). Sinds het seizoen 2018/19 heeft de vereniging op veld 5 als eerste club een grote blaashal aangeschaft met daarin maar liefst 4 zaalhockeyvelden.

## Schaatsbaan Rotterdam
In december 2013 werd voor het eerst over Veld 3 en 4 heen een mobiele 400m-kunstijsbaan gelegd, samen met een overdekte 800m²-'funbaan' in de sporthal. 'Schaatsbaan Rotterdam' trekt inmiddels  ruim 200.000 bezoekers per jaar en komt jaarlijks terug in de drie wintermaanden (eind november tot eind februari). Vanaf het seizoen 2018/19 heeft de schaatsbaan een speciale curlinghal met ruim 1900 m² ijs en 8 curlingringen tot haar beschikking en verheugt zich in een enorme groei in het aantal curlingbezoekers. Tijdens het seizoen 2020/2021 moest de schaatsbaan na een maand alweer afgebroken worden vanwege de coronapandemie die in 2020 uitbrak. Vanaf half december moesten alle binnensportlocaties hun deuren sluiten. De schaatsbaan werd door de overkapping als een binnensportlocatie gezien en mocht daarom niet open zijn. Het gevolg was dat er vanaf dat moment niet meer geschaatst kon worden.

## Trivia
- Voormalig Minister-president Ruud Lubbers (1939-2018) heeft jarenlang bij Leonidas gespeeld.